# Професор (филм из 2018)
Професор (другачије назван Ричард каже збогом) (енгл. The Professor) је америчка комедија из 2018. године коју је написао и режирао Вејн Робертс (Wayne Roberts). У филму глуме Џони Деп, Роузмери Девит, Дени Хјустон, Зои Дојч, Рон Ливингстон и Одеса Јанг.
Филм је светску премијеру доживео на Филмском фестивалу у Цириху 5. октобра 2018. године, а пуштен је у биоскопе 17. маја 2019. године.

## Радња
Професор Ричард Браун (Џони Деп) је очајан када од доктора сазна да му је као последица [[рак плућа|рака плућаа остало још 6 месеци живота. Његов план да тужну вест саопшти породици за вечером прекидају сазнања да му је ћерка Оливија (Одеса Јанг) лезбијка, а жена Вероника (Роузмери Девит) има аферу са деканом факултета на коме Ричард ради. Због новонастале свађе за столом Ричард не добија шансу да објави своју болест.
На кампусу следећег дана Ричард студенте дочекује са песимистичким ставом. Обузет пролазности живота, он одлучује да у потпуности промени начин предавања. Након што са часа избаци ученике за које сматра да су ту само да би лако добили добре оцене и час напусте они којима се нови професор чини луд, Ричард остаје са малом групом студената којима је нови, нетрадиционални начин предавања привлачан. Међу њима је и Клер (Зои Дојч), братаница декана факултета која се одувек дивила професору упркос његовим несугласицама са деканом. 
Учионица за Ричарда постаје место на коме истреса све своје фрустрације и током предавања подстиче студенте да не праве животне грешке које је он правио. Он се у данима после посете доктору све више ослања на алкохол и рекреативну употребу наркотика. У једној ситуацији је и хоспитализован због предозирања. Срећа у несрећи је то што је Ричард коначно способан да изрази своја осећања и зближи се са породицом. Постаје близак са ћерком након прихватања њеног сексуалног опредељења и успева да побољша однос са женом.
Крај је, чини се, неизбежан и након што одбије хемотерапију, он одлучује да оде, како у последњим данима живота не би представљао терет породици. Уз помоћ пријатеља који ради на факултету добија годишњи одмор, седа у ауто са својим псом и креће путем којим се ређе иде.

## Продукција
Дана 8. маја 2017. године објављено је да ће Џони Деп глумити у комедији "Ричард каже збогом" у улози факултетског професора. Филм је написао и режирао Вејн Робертс и прати његов први филм "Кејти каже збогом", и финансирао га је IM Global. Продуценти су Брајан Кавано Џоунс и Грег Шапиро. Зои Дојч је одабрана за улогу студенткиње Клер 20. јула 2017. године, а остатак поставе је објављен 25. јула 2017. године, укључујући Одесу Јанг, Роузмери Девит и друге. Филм су финансрали IM Global, Cirrina Studios и  Leeding Media. Снимање је почело 25. јула 2017. године у Ванкуверу.

## Критике
Филм је добио већином негативне критике. На критичком сајту Rotten Tomatoes добио је 10% од 100% на основу 20 рецензија, са просечним рејтингом 4,85/10. На сајту Metacritic добио је 37 од 100 гласова са претежно лошим рецензијама.